# 浜松市文化コミュニティセンター
浜松市文化コミュニティセンター（はままつしぶんかコミュニティセンター）は、静岡県浜松市中央区早馬町にある文化施設である。生涯学習活動・地域コミュニティ活動の推進を目的とした講座室、会議室などがある「中部協働センター」や、浜松市周辺ゆかりの文芸作家の資料を収集・保存・展示する「浜松文芸館」を併設した複合施設である。通称「クリエート浜松」。

## 概要
市民の文化の向上及びコミュニティ活動の推進を図るため設置され、浜松市最大のギャラリー、ホール、市民の創作活動など場となるアトリエ・スタジオを有する文化コミュニティセンターとして利用されている。

## 施設
- ホール（450席）
- ふれあい広場
- ダンススタジオ
- 展示ギャラリー
- 会議室

### 利用者数
- 2009年度（平成21年度） - 231,090人
- 2010年度（平成22年度） - 215,496人
- 2011年度（平成23年度） - 234,898人[4]

## アクセス
- 遠州鉄道遠州病院駅より徒歩約2分。
- 東海道新幹線・JR東海道線浜松駅より徒歩10分。
- 遠鉄バス2早出線、74・77・78蒲線、73・75・76笠井線｢県総合庁舎｣バス停下車、徒歩1分
- 駐車場なし。

## その他
- 開館時間:9:00 - 21:30
- 休館日:月曜日、祝日の翌日、年末年始